# Abu Muhammad al-Adnani
Abu Muhammad al-Adnani, właściwie Taha Subhi Falahi (ur. 29 kwietnia 1977 w Binnisz, zm. 30 sierpnia 2016 w pobliżu Al-Bab) – syryjski terrorysta, związany początkowo z Al-Ka’idą, a następnie z Państwem Islamskim, w którym pełnił funkcję rzecznika prasowego i dowódcy operacji zewnętrznych. Inicjator przeprowadzenia serii ataków terrorystycznych w Turcji, a także ataków we Francji, w Belgii i w Bangladeszu.

## Życiorys
Pochodził z Binnisz w muhafazie Idlib w Syrii. Według różnych źródeł jego rodzina była zamożna lub bardzo biedna. Po amerykańskiej interwencji w Iraku w 2003 wyjechał do tego kraju, by przyłączyć się do oddziałów walczących z Amerykanami i ich sojusznikami, przystąpił do Al-Ka’idy. Według niektórych źródeł jeszcze przed wyjazdem do Iraku był dwukrotnie aresztowany w Syrii. Był jednym z pierwszych zagranicznych bojowników walczących z Amerykanami w Iraku. W 2005 został aresztowany i przez pięć lat był więziony przez Amerykanów w Camp Bucca, następnie został zwolniony. W 2011, gdy w Syrii rozpoczęła się wojna domowa, wrócił do kraju, by przyłączyć się do fundamentalistycznej opozycji przeciwko Baszszarowi al-Asadowi. Był wśród twórców syryjskiej organizacji Al-Ka’idy – Frontu Obrony Ludności Lewantu. Następnie, po rozłamie w tejże organizacji, przystąpił do Państwa Islamskiego w Iraku i Lewancie.
W Państwie Islamskim pełnił funkcję rzecznika prasowego i dowódcy operacji zewnętrznych. W 2014 to on wygłosił oświadczenie o utworzeniu kalifatu na zajętych przez dżihadystów terytoriach Iraku i Syrii. W maju 2014 wezwał muzułmanów do dokonywania podczas Ramadanu aktów terroryzmu w Europie i w USA, zaś we wrześniu 2014 – do zabijania „zachodnich niewiernych” na całym świecie, w każdy dostępny sposób. Zajmował się pozyskiwaniem nowych bojowników Państwa Islamskiego na całym świecie i prowadził działania propagandowe w internecie. Był inicjatorem ataków terrorystycznych na terytorium Francji, Belgii, Turcji i Bangladeszu. Jego pozycja w dowództwie organizacji terrorystycznej wzrosła w miarę klęsk Państwa Islamskiego w Syrii i w Iraku w 2015, gdy ataki terrorystyczne poza terenami zajętymi przez IS stały się kluczowym elementem strategii organizacji. W hierarchii Państwa Islamskiego zajmował drugą pozycję po jego przywódcy Abu Bakrze al-Baghdadim.
Abu Muhammad al-Adnani został przez Stany Zjednoczone wpisany na listę poszukiwanych na całym świecie terrorystów.
W końcu sierpnia 2016 informację o zabiciu al-Adnaniego podczas ataku lotniczego w muhafazie Aleppo w Syrii podało rosyjskie Ministerstwo Obrony. Informacji tej zaprzeczył amerykański Departament Obrony, twierdząc, że terrorysta zginął podczas uderzenia amerykańskiego. 12 września amerykański Departament Obrony potwierdził, że al-Adnani został zabity podczas amerykańskiego ataku lotniczego w pobliżu Al-Bab w Syrii. Kolejnym rzecznikiem Państwa Islamskiego ogłoszono 5 grudnia 2016 Abul-Hasana Al-Muhadżira.